# Borderlajn
Borderlajn (in russo Бордерлайн?; correttamente traslitterato in Borderline) è il settimo album in studio della cantante russa Zemfira, pubblicato il 26 febbraio 2021.

## Descrizione
L'artista ha iniziato a lavorare al suo settimo album in studio nel 2018 per poi completarlo durante la quarantena, nel periodo di pandemia di COVID-19. Il titolo dell'opera fa riferimento al nome inglese del disturbo borderline di personalità.
Nel 2022 è stata pubblicata la versione deluxe del disco, con tre tracce aggiuntive.
Dall'album sono stati estratti i singoli Krym e Ostin.

## Tracce
Testi e musiche di Zemfira Ramazanova.
1. Tabletki – 4:04
2. Ok – 4:05
3. Ėtim letom – 3:09
4. Pal'to – 4:29
5. Kamon – 3:28
6. Tom – 3:47
7. Ždi menja – 3:16
8. Ab"juz – 5:30
9. Ostin – 4:30
10. Mama – 3:07
11. Krym – 3:40
12. Sneg idët – 4:50

Tracce bonus nell'edizione deluxe
1. Tabletki (acoustic) – 3:32
2. Ždi menja (acoustic) – 3:10
3. Kamon (cinematic) – 3:31

## Classifiche
| Classifica (2021) | Posizione massima |
| ----------------- | ----------------- |
| Lituania          | 23                |